# Lega dei Comunisti della Bosnia ed Erzegovina
La Lega dei Comunisti della Bosnia ed Erzegovina (in serbo-croato: Савез комуниста Босне и Херцеговине / Savez komunista Bosne i Hercegovine, SKBiH), è stato un partito politico bosniaco, il ramo della Lega dei Comunisti di Jugoslavia addetto alla Repubblica Socialista di Bosnia ed Erzegovina. Il partito nacque nel 1943 come Partito Comunista di Bosnia ed Erzegovina. Fu famoso per essere il più conservatore e il meno aperto alle riforme, per via delle varietà etnica della propria repubblica.
Il partito nel 1990 dopo lo scioglimento dello SKJ, decise di riformarsi nel Partito Socialdemocratico di Bosnia ed Erzegovina.

## Capi del Partito
- Segretari del Comitato Centrale del SKBiH
  - Đuro Pucar (dicembre 1943-marzo 1965)
  - Cvijetin Mijatović (marzo 1965-1969)
  - Branko Mikulić     (1969-aprile 1978)
  - Nikola Stojanović  (aprile 1978-maggio 1982)
- Presidenti della Presidenza del Comitato Centrale del SKBiH
  - Hamdija Pozderac (23 maggio 1982-28 maggio 1984)
  - Mato Andrić      (28 maggio 1984-giugno 1986)
  - Milan Uzelac     (giugno 1986-maggio 1988)
  - Abdulah Mutapčić (maggio 1988-29 giugno 1989)
  - Nijaz Duraković  (29 giugno 1989-dicembre 1990)